# Stazione di Piano Lago
La stazione di Piano Lago è una stazione ferroviaria posta a 622 metri s.l.m. sulla linea Cosenza-Catanzaro Lido. Serve la località di Piano Lago, nel territorio comunale di Mangone.

## Movimento
La stazione è servita dai treni delle Ferrovie della Calabria in servizio sulla relazione Cosenza-Marzi.